# Халм, Хайнц
Хайнц Халм (нем. Heinz Halm, 21 февраля 1942, Андернах, Третий рейх) — немецкий исламовед и историк-медиевист, востоковед-арабист. Известен как специалист по шиитском исламу и его течениям. Выпускник Боннского и профессор Тюбингенского университета, работал также в Лейденском университете и Сорбонне. Член Европейского союза арабистов и исламоведов (англ. European Union of Arabists and Islamicists). Автор многих научных работ, в том числе более двух десятков книг, множества статей в крупных научных изданиях и энциклопедиях, в частности «Иранике» и двух изданиях фундаментальной «Энциклопедии ислама».
Халм является одним из крупнейших исмаилитоведов современности. Наибольшую известность в профессиональной среде ему принесла серия работ об истории Фатимидского халифата и исмаилитского движения в целом. В своих книгах Хайнц нередко работал с ранее не использованными другими учёными данными и историческими источниками, благодаря которым приходил к новаторским и широко принятым в науке выводам. В частности, именно он является единоличным автором статьи о Фатимидах в третьем издании «Энциклопедии ислама».

## Биография
Родился 21 февраля 1942 года в Андернахе. В августе 1961 года окончил здесь же гимназию «Kurfürst-Salentin». Изучать исламскую историю Хайнц начал в Боннском университете в 1962 году, там же изучал семитологию и современную историю, а также историю Средних веков. В июне 1967 года получил степень PhD по исламоведению; его научным руководителем при защите диссертации была Аннемари Шиммель. После завершения обучения Хайнц проходил двухлетнюю стажировку в качестве журналиста радиовещательной корпорации «Гессенское радио» во Франкфурте-на-Майне. С 1969 года он является сотрудником Тюбингенского университета на кафедре культурологии, с 1980 года — профессор исламоведения данного университета. В 1974 году прошёл хабилитацию. Участвовал в разработке Тюбингенского атласа Среднего и Ближнего Востока. Работал в качестве приглашённого профессора в Лейденском университете (Нидерланды) и университете Париж IV Сорбонна (Франция). Участвовал в качестве приглашённого докладчика и лектора на нескольких крупных конференциях, посвящённых исмаилизму и Фатимидскому халифату. С 1994 по 1995 год — декан кафедры культурологии, а с 1996 по 2000 — декан по учебной работе. Главный редактор научного журнала «Мир Востока». В 2012 году удостоен фестшрифта, в написании которого приняли участие такие учёные как Фархад Дафтари, Вильферд Маделунг, Ханс Биштерфельдт и многие другие. Один из авторов энциклопедии «Ираника», второго и третьего изданий «Энциклопедии ислама», в том числе единоличный автор статьи о Фатимидах в последнем. Автор многих научных статей. Ряд его публикаций переведён на английский язык. Существуют также переводы на французский, итальянский и арабский языки.

## Научные работы и их оценки
В книге «The Fatimids and Their Traditions of Learning» (с англ. — «Фатимиды и их традиции в обучении») 1997 года Хайнц исследует вопросы устройства системы образования в Фатимидском халифате. По мнению профессора арабского языка в Калифорнийском университете Исмаила Пунауола, книга представляет собой «исчерпывающий отчёт по теме». Самого Хайнца в рецензии он уже тогда назвал именитым специалистом по теме исмаилизма. Он отметил, что Халм в своей книге смотрел «вглубь темы», на внутреннее устройство халифата, не на халифов, а на учёных и прочих, тех, кто обучал этих самых халифов, их визирей и полководцев, а также даи, особенно преуспев в освещении деятельности последних.
В книге «Der Schiitische Islam: von der Religion zur Revolution» (с нем. — «Шиитский ислам: от религии к революции») 1994 года Халм сделал попытку, по словам историка Джеймса де Роше, «снизить недоумение читателя по поводу сбивающих с толку событий на Ближнем Востоке». В этой книге учёный изложил историю шиитского ислама, его доктрину и рассказал о вере в целом. Вере в то, что лишь потомки четвёртого «праведного халифа» Али ибн Абу Талиба (по мнению шиитов, единственного законного) могут править мусульманами, а один из них скрылся и однажды вернётся. По словам рецензента, Халм тщательно описал многочисленные ритуалы шиитов, демонстрирующие горе и раскаяние по поводу мученической смерти последовавших за Али ибн Абу Талибом имамов. В-третьих, в данной книге, автор подробно освещает историю и развитие шиитской религиозной иерархии мулл и аятолл. Халм рассказывает о том, как эти религиозные деятели обрели ту огромную власть над верующими, какую они получили в XXI веке в Исламской республике Иран, а также о религиозной доктрине, которую они стали использовать для оправдания и сохранения своего строгого правления. Де Роше назвал книгу «отличным и очень полезным источником». Другой обозреватель, Гилберт Тейлор, заметил, что Халм «справедливо относится» к «истокам и принципам шиитского ислама». По словам ирано-американского историка Саида Арджоманда, эта работа является очень полезной как для широкой публики, так и для специалистов, поскольку на момент выхода не имеет достойных замен.

### Трилогия о Фатимидском халифате
Точно так же в «Das Reich des Mahdi: Der Aufstieg der Fatimiden» (с нем. — «Империя махди: Возвышение Фатимидов») 1991 года Халм дал «целостное, всеобъемлющее и убедительное повествование о ранних действиях исмаилитов», кульминацией которых стало покорение Египта, как отметил в своём обзоре Ришар Бюлье. В своей книге Халм рассказал о сложных битвах за власть над арабской общиной, а также том, как Фатимиды добились свой власти с помощью активной миссионерской деятельности. Не меньше места в книге уделяется рассказу о восстаниях в халифате, которые быстро возникали одно за другим, но не менее быстро и разбивались армиями берберских племён, которые помогли распространить власть имама, а также росту воинственных движений по всему Ближнему Востоку и многим другим аспектам. Бюлье отметид живость повествования Халма и в своей рецензии резюмировал, что не со всеми его словами учёные согласятся, но они всё равно будут впечатлены такой масштабной работой. Шиитовед Фархад Дафтари в своей рецензии заявил, что подход Халма к сложным вопросам раннего исмаилизма «полностью отражает состояние современной науки в этой области, в которую он сам внёс столь ценный вклад за последние два десятилетия». Дафтари очень высоко оценил работу Халма. В частности он отмечил, что эта книга не менее чем «мастерская трактовка решающего и сложного раннего этапа в долгой истории исмаилитов». Он отметил, что его работа — очень важный вклад в исмаилитоведение в целом. Дафтари также писал о том, что в этой книге Халму удалось, сложив источники воедино, наиболее убедительно описать причины действий исмаилитского движения в Сирии, когда сыновья Зихравейха, миссионеры Яхья и аль-Хусейн выступили против халифов в Багдаде, а затем перебили семью Абдаллаха аль-Махди: на деле они были не карматами, а именно строронниками главы Фатимидской династии, а последнее дело сделали из-за его «предательства», когда последний объявил себя махди не став ждать скрытого.
Книга «Die Kalifen von Kairo: Die Fatimiden in Ägypten 973—1074» (с нем. — «Каирские халифы: Фатимиды в Египте, 973—1074») 2003 года является логическим продолжением предыдущей работы. В книге наличествует подробный обзор Фатимидского государства в египетский период с момента основания новой столицы с символичным названием Каир (аль-Каира, с араб. — «Победитель») до фактического падения фатимидской власти и начале правления мамлюков, когда судьбу государства определяли визири преимущественно армянского и другого кавказского происхождения. Немецкий византинист Иоханнес Палич отметил, что автор при написании работы, видимо, предполагал, что читатели знакомы с «первой частью», в связи с чем во второй книге нет вступительных слов о том, кто такие Фатимиды, а также что собой представляет их доктрина. В первых главах Халм рассказал о географии, природных условиях и топографике Египта в годы правления Фатимидов, часто цитируя персидского поэта и философа, а также путешественника Насира Хосрова. По мнению Палича, отчёт получился очень ярким и легко читаемым. Во второй главе отдельное внимание уделяется Нилу и его влиянию на жизнь в Египте. Следующие главы книги посвящены отдельным правителям халифата, и нередко в ходе её написания Халм нарушал хронологию повествования, рассказывая о тех или иных общих темах и проблемах. В своей работе Халм отметил, что завоеванием Египта всё закончиться не могло изначально, ибо целью Фатимидов было не менее чем низвержение багдадских халифов и подчинение святых городов Хиджаза. Учёный отметил, что первую цель Фатимидам выполнить так и не удалось, поскольку халифов погубили другие шииты, Буиды, но вторая задача была всё же выполнена. В книге рассказывается и о взаимоотношениях с Византией и их эволюции — от крупных сражений до переговоров о мире и даже союзе. При этом стабильный паритет был установлен с Нубией. В главе об аль-Азиз Биллахе Хайнц подробно рассматривает положение коптов и евреев в халифате (который отличался повышенной терпимостью в соответствии с доктриной), а следующая глава, посвящённая халифу аль-Хаким Биамриллаху, по словам Палича, является настоящей «сердцевиной» книги благодаря длине (137 страниц) и фундаментальности вопросов о самом известном правителе халифата и, вероятно, втором по известности правителе арабского мира после Харуна ар-Рашида. На 169 странице книги Хайнц отметил, что из-за враждебности многих источников халиф предстаёт в них ужасным человеком, и, по словам рецензента, учёный попытался дать куда более объективную оценку этому выдающемуся халифу. Халм нарисовал картину правителя, который был очень популярен среди простого люда благодаря своей щедрости, но, с другой стороны, был крайне подозрителен и казнил своих приближенных, визирей и чиновников при малейшем подозрении в нелояльности. С такой же позиции Халм подошёл к рассказу о фатимидских «зверствах против христиан» в ходе Первого крестового похода, включая разрушение Гроба Господня, отмечая явные преувеличения в описаниях этих злодеяний в источниках. В контексте биографии халифа Хайнц рассказал о даи и доктрине — о том, с чего, по мнению рецензента, должна была начинаться книга. Следующие главы же весьма коротки ввиду малого количества информации о халифах. Но при этом, как отметил Палич, Халм проработал их на высоком уровне. Книга завершается обширной библиографией, в которой перечислены все важные источники по теме халифата, а также почти вся новейшая литература. Рецензент считает, что книга Халма предлагает «всестороннее введение в историю каирской эпохи халифата Фатимидов, которое одинаково понятно и читателям-неспециалистам, и профессиональным учёным». При этом работа выходит «далеко за рамки обзора состояния исследований и предоставляет новые результаты и интерпретации, основанные на точном знании источников». По словам Палича, задача книги не рассказать историю халифата, а рассказывая о судьбах халифов дать полную картину повседневной жизни в стране в годы их правления.
В книге «Kalifen und Assassinen: Ägypten und der Vordere Orient zur Zeit der ersten Kreuzzüge 1074—1171» (с нем. — «Халифы и ассасины: Египет, Ближний Восток и первые крестоносцы, 1074—1171») 2014 года, завершающей работе по истории Фатимидского халифата, автор изложил повествование о 94-летней гегемонии халифата на Ближнем Востоке, когда всему региону «угрожали захватчики-франки», которым наиболее активно противостояли именно шииты во главе с фатимидской династией и легендарными ассасинами. В своей книге Халм использовал большое количество исторических источников, которые он собирал у своих арабских коллег, поэтому многие из фактов ранее не были доступны среднему европейскому читателю и учёному. Первый её раздел повествует о выдающемся армянском военачальнике и визире Бадре ад-Джамали, который на его страницах восстанавливает могущество халифата после принесённой халифом аль-Азиз Биллахом разрухи. После этого речь идёт о его преемнике на посту визиря аль-Афдале, Первом крестовом походе и его последствиях для Египта и Ближнего Востока в целом; падении Тира и правлении аль-Амир Биахкамиллаха; правлении аль-Хафиз Лидиниллаха и Втором крестовом походе и наконец правлении трёх малолетних халифов, при которых Египет пытаются поделить между собой визири и франки, в результате чего к власти приходит наиболее выдающийся из первых, Салах ад-Дин.

### Общая характеристика
Многочисленные работы по истории, культуре и жизни в Фатимидском халифате сделали Хайнца Халма наряду с такими авторами как Вильферд Маделунг, Тьерри Бьянки, Яаков Лев и Майкл Бретт одним из самых авторитетных исмаилитоведов мира. Все они оказали колоссальное влияние на развитие заложенной Владимиром Ивановым ветви исламоведения во второй половине XX — начале XXI века.

## Список работ
- Halm Heinz. Die Traditionen über den Aufstand ʻAli ibn Muhammads, des "Herrn der Zanǧ": eine Quellenkritische Untersuchung. — Bonn: Verlag der Rheinische Friedrich-Wilhelms-Universität Bonn, 1967. — 72 S.
- Halm Heinz. Die ausbreitung der Safi’itischen Rechtsschule von den anfangen bis zum 8./14. Jahrhundert. — Wiesbaden: Dr. Ludwig Reichert Verlag[нем.], 1974. — 340 S. — (Tübinger Atlas des Vorderen Orients[нем.]). — ISBN 978-3-920-15330-8.
- Halm Heinz. Kosmologie und Heilslehre der fruhen Ismailiya: eine Studie zur islamischen Gnosis. — Stuttgart: Franz Steiner Verlag, 1974. — 240 S. — (Abhandlungen für die Kunde des Morgenlandes, XLIV, 1). — ISBN 35-150-2675-4.
- Halm Heinz. Ägypten nach den mamlukischen Lehensregistern. — Wiesbaden: Dr. Ludwig Reichert Verlag, 1979. — Bd. 1: Oberägypten und das Fayyūm. — 277 S. — (Beihefte zum Tübinger Atlas des Vorderen Orients. Reihe B, Geisteswissenschaften, Nr. 38/1). — ISBN 38-822-6046-7.
- Halm Heinz. Ägypten nach den mamlukischen Lehensregistern. — Wiesbaden: Dr. Ludwig Reichert Verlag, 1979. — Bd. 2: das Delta. — 554 S. — (Beihefte zum Tübinger Atlas des Vorderen Orients. Reihe B, Geisteswissenschaften, Nr. 38/2). — ISBN 38-822-6121-8.
- Halm Heinz. Die islamische Gnosis: die extreme Schia und die Alawiten. — Zürich; München; u.a.: Artemis Verlag[нем.], 1983. — 406 S. — (Die Bibliothek des Morgenlandes). — ISBN 37-608-4530-4.
- Halm Heinz. Die Schia. — Darmstadt: Wissenschaftliche Buchgesellschaft[нем.], 1988. — 261 S. — (Erträge der Forschung). — ISBN 35-340-3136-9.
- Halm Heinz. Das Reich des Mahdi: der Aufstieg der Fatimiden. — München: C.H.Beck, 1991. — 470 S. — (Beck’sche Reihe). — ISBN 34-063-5497-1. — ISBN 978-3-406-35497-7.
- Halm Heinz. Der schiitische Islam: von der Religion zur Revolution. — München: C.H.Beck, 1994. — 194 S. — (Beck’sche Reihe). — ISBN 978-3-406-37437-1.
- Halm Heinz. Der nahe und mittlere Osten. — Leiden • Padeborn: E.J. Brill, 1996. — 452 S. — (Handbuch der Orientalistik). — ISBN 90-0-410-056-3. — ISBN 978-9-004-10056-5.
- Halm Heinz. The cosmology of the preFatimid Ismāìliyya // Mediaeval Isma'ili History and Thought / ed. by Farhad Daftary, Institute of Ismaili Studies[англ.]. — Cambridge: Cambridge University Press, 1996. — P. 75—86. — 350 p. — ISBN 978-0-521-00310-0.
- Halm Heinz. The Fatimids and their traditions of learning / ed. by Farhad Daftary, Institute of Ismaili Studies. — New York • London: I.B. Tauris, 1997. — 128 p. — (Ismaili Heritage Series, vol. 2). — ISBN 978-1-860-64313-2.
- Halm Heinz. Der Islam: geschichte und Gegenwart. — München: C.H.Beck, 2000. — 112 S. — (Beck’sche Reihe). — ISBN 978-3-406-62886-3.
- Halm Heinz. 14: Fatimiden und Ghaznawiden // Studies in Honour of Clifford Edmund Bosworth. — Leiden: Brill, 2000. — Vol. I. — S. 209—221. — 443 p. — ISBN 978-90-04-49195-3. — doi:10.1163/9789004491953_018.
- Haarmann Ulrich[нем.]; Halm Heinz. Geschichte der arabischen Welt. — München: C.H.Beck, 2001. — 786 S. — (Gebundene Ausgabe). — ISBN 978-3-406-47486-6.
- Halm Heinz. Die kalifen von Kairo: die Fatimiden in Aegypten, 973—1074. — München: C.H.Beck, 2003. — 508 S. — (Beck’sche Reihe). — ISBN 978-3-406-48654-8.
- Haim Heinz. Die Araber: von der vorislamischen Zeit bis zur Gegenwart. — München: C.H.Beck, 2004. — 128 S. — (Beck’sche Reihe, bd. 2343). — ISBN 3-406-50843-X.
- Halm Heinz. Die Schiiten. — München: C.H.Beck, 2005. — 128 S. — (Beck’sche Reihe, bd. 2358). — ISBN 3-406-50858-8.
- Halm Heinz. Kalifen und Assassinen: Ägypten und der Vordere Orient zur Zeit der ersten Kreuzzüge 1074—1171. — München: C.H.Beck, 2014. — 431 S. — (Historische Bibliothek der Gerda Henkel Stiftung[нем.]). — ISBN 3-406-66164-5.
- Halm Heinz. Prinzen, Prinzessinnen, Konkubinen und Eunuchen am fatimidischen Hof // The heritage of arabo-islamic learning. Studies presented to Wadad Kadi / ed. by Maurice A. Pomerantz; Aram A. Shahin. — Leiden • New York • Boston: Koninklijke Brill, 2015. — S. 91—110. — XLIII, 654 p. — (Islamic history and civilization, vol. 122). — ISBN 978-90-04-30590-8. — doi:10.1163/9789004307469_006.
- Halm Heinz. Die Araber: Von der vorislamischen Zeit bis zur Gegenwart. — München: C.H.Beck, 2016. — 144 S. — (Beck’sche Reihe, Wissen). — ISBN 978-3-406-68285-8. — ISBN 3-406-68285-5.
- Halm Heinz. Die Assassinen: Geschichte eines islamischen Geheimbundes. — München: C.H.Beck, 2017. — 128 S. — (Beck’sche Reihe). — ISBN 3-406-70415-8. — ISBN 978-3-406-70415-4. — doi:10.2307/j.ctv1168wc8.